# Walter Zimmer
Walter Zimmer González (Nueva Helvecia, 28 de mayo de 1945), médico y político uruguayo. Fue intendente del departamento de Colonia representando al Partido Nacional entre 2005 y 2015.

## Biografía
Walter Zimmer nació en Nueva Helvecia, departamento de Colonia, el 28 de mayo de 1945. Sus padres fueron Octavio Zimmer (comerciante rural) y María Rosa González.
Realizó sus estudios secundarios en el Liceo «Daniel Armand Ugón» de Colonia Valdense. En 1962 ingresa a la Facultad de medicina de la Universidad de la República, inclinándose por la cirugía.
Comenzó a participar de actividades políticas en el Partido Nacional. A finales de la década del 60, ante la crisis de la dirigencia nacionalista de ese momento, participó en la naciente izquierda uruguaya. Luego se aleja, ya que tiene discrepancias con lo que consideró era una dirigencia verticalista y retornó al nacionalismo. Se recibió de médico en 1974 y comenzó a ejercer en el Hospital Pasteur de Montevideo. 
En mayo de 1979 finaliza su especialización en cirugía y luego se recibe de endoscopista. En 1979 también cuando se radica en Colonia junto a su familia. Tuvo varios cargos dentro de la medicina y llega a ser Presidente de la Asociación Médica de Colonia. Pertenece al Comité Científico de la Sociedad de Cirugía. 
Zimmer obtuvo el respaldo de ocho mil votantes, logrando cuatro bancas en la Junta Departamental de Colonia y asumiendo la titularidad de la Secretaría de Acción Social de la Intendencia, cargo que ocupó hasta el año 2005. En las elecciones municipales del año 2005, Zimmer encabezó la “Lista 19” y con más de 25.000 votos resultó elegido Intendente de Colonia.
En las elecciones de mayo de 2010 , bajo el sub Lema : "El Intendente de Todos", se presenta nuevamente y logra un segundo mandato sumando votos provenientes de todas las corrientes políticas.
En el marco de la llamada "Guerra de patentes", y a raíz de distintas medidas administrativas que beneficiaran directamente a las arcas comunales , fue procesado con prisión el 28 de marzo de 2014 por delito de abuso de funciones y Tras 70 días en prisión;  el 5 de junio de 2014 fue liberado, retomando a sus funciones normales como Jefe Comunal.
Seguro de su inocencia, el Doctor Zimmer, apeló el fallo, y el 12 de junio de 2017, el Tribunal de Apelaciones determinó por unanimidad , absolver a Zimmer de los Cargos imputados.  Destacando en unos de los considerandos del Fallo, la necesidad de restringir responsablemente, los alcances del "abuso de funciones" .
Luego de su absolución, el Doctor Zimmer expresó en rueda de prensa :" Lo que siento es algo muy personal. Se hizo justicia conmigo y se reparó, pero lo que no se repara son los daños a los familiares y amigos. me fortalece que la gente sabe que Zimmer es inocente".

## Actualidad
De cara a las internas de 2019, Zimmer apoya la precandidatura de Enrique Antía.

## Premio
- 2014, Premio Legión del Libro por la Cámara Uruguaya del Libro.[3]

| Predecesor: Carlos Moreira | Intendente Municipal de Colonia 2005-2009 | Sucesor: Walter Zimmer  |
| Predecesor: Walter Zimmer  | Intendente Municipal de Colonia 2010-2014 | Sucesor: Carlos Moreira |